# Ангел Нейков
Ангел Кольов Нейков е български революционер, войвода на Вътрешната македонска революционна организация.

## Биография
Ангел Нейков е роден в град Свищов през 1866 година. Служи като подофицер в Българската армия и участва в дейността на Тайните подофицерски братства на Върховния комитет.
През септември 1904 година постъпва в четата на щипския войвода поручик Сотир Атанасов, която действа в Сярско. В края на същата година Ангел Нейков е назначен за демирхисарски районен войвода. В Демирхисарско Ангел Нейков действа до края на 1905 година, след което се завръща отново в България. На 4 септември 1906 година с четата на Даме Груев влиза в Македония през Кюстендил. Загива в Македония през 1912 г.